# Apterostigma steigeri
Apterostigma steigeri är en myrart som beskrevs av Santschi 1911. Apterostigma steigeri ingår i släktet Apterostigma och familjen myror. Inga underarter finns listade.